# Iulia Livilla

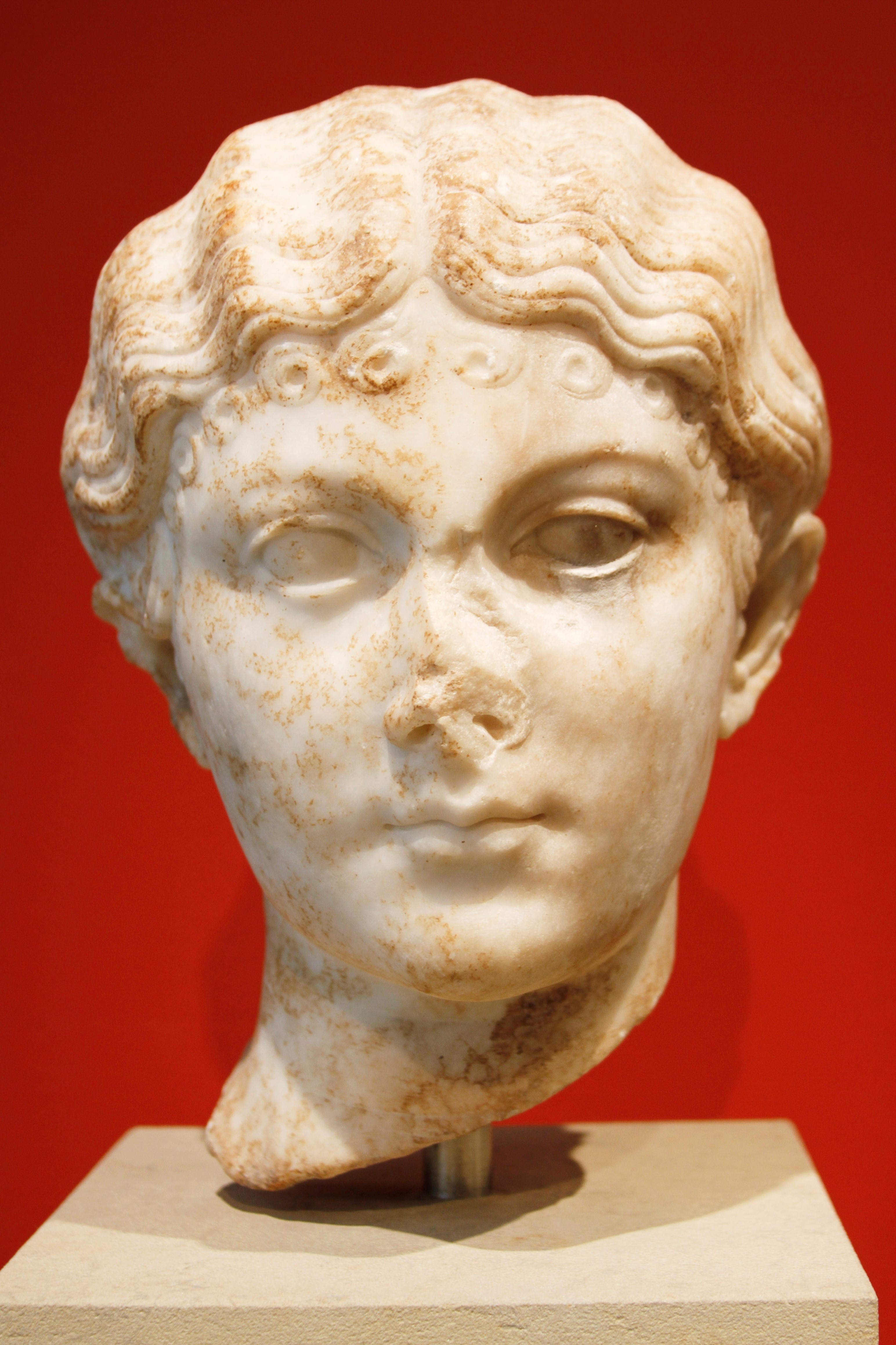
Büste von Iulia Livilla

Iulia Livilla (* Anfang 18 n. Chr. auf Lesbos; † Anfang 42 n. Chr. auf Pandateria?) war die Schwester des römischen Kaisers Caligula.

## Leben
Iulia Livilla war die jüngste Tochter des Germanicus und der älteren Agrippina; offenbar wurde ihr der Beiname Livilla zur Ehrung der greisen Kaiserin Livia beigelegt. Bei den antiken Autoren, auf Münzen und Inschriften wird sie nahezu ausnahmslos Iulia genannt, selten auf manchen Inschriften Livilla; der Doppelname Iulia Livilla findet sich überhaupt nicht.
Iulia Livilla war ein Jahr jünger als ihre Schwester Drusilla. Ihre Amme stammte aus dem Dienstpersonal des Augustus und der Livia. Sie wurde mit ihrer Schwester von ihrer Großmutter Antonia erzogen. Zuerst verlobte sich Iulia Livilla mit einem entfernten Vetter, Publius Quinctilius Varus Minor, dem Sohn des im Kampf gegen Arminius untergegangenen germanischen Statthalters Publius Quinctilius Varus, aber nachdem man ihn wegen maiestas angeklagt hatte (27 n. Chr.), fand die Hochzeit nicht statt. Tiberius zögerte lange, mit wem er Iulia Livilla verheiraten sollte; 33 n. Chr. gab sie dem älteren Senator Marcus Vinicius ihre Hand, den sie laut einer Inschrift vielleicht nach Asia begleitete, als er dort Prokonsul war (38/39 n. Chr.).
Es wurde behauptet, dass Caligula mit seinen drei Schwestern Iulia Livilla, Iulia Drusilla und Agrippina der Jüngeren Blutschande getrieben habe. Jedenfalls wurden alle seine Schwestern bei seinem Regierungsantritt göttlich verehrt. Auf der Rückseite römischer Münzen erscheinen sie als Göttinnen (Securitas, Concordia und Fortuna) mit ihren inschriftlich fixierten Individualnamen (Agrippina, Drusilla und Iulia). In allen öffentlichen Eiden auf Caligula wurde ihr Name genannt. Sie erhielten die Rechte der Vestalinnen. Mit dieser offiziellen Herausstellung noch lebender Familienmitglieder ging Caligula weit über Maßnahmen seiner Vorgänger Augustus und Tiberius hinaus.
Als dem früheren Mann ihrer mittlerweile verstorbenen Schwester Drusilla, Marcus Aemilius Lepidus, wegen einer Verschwörung gegen Caligula der Prozess gemacht wurde, beschuldigte man Iulia Livilla und ihre Schwester Agrippina, mit ihm Ehebruch begangen zu haben und seine Mitwisserinnen gewesen zu sein; beide wurden 39 n. Chr. auf die Pontischen Inseln verbannt.
Bald nach seiner Thronbesteigung 41 n. Chr. erlaubte Claudius den Schwestern, seinen Nichten, die Rückkehr und veranlasste die Rückgabe ihrer Güter. Rasch dürfte es zu Spannungen zwischen Iulia Livilla und Claudius’ Gemahlin Valeria Messalina gekommen sein. Die Kaiserin fühlte sich laut Cassius Dio nicht gebührend durch Iulia Livilla beachtet, die sich vielleicht aufgrund ihrer direkten Abstammung von Augustus als gleichrangig betrachtete. Außerdem sei Messalina auf ihre große Schönheit und regelmäßigen Treffen mit dem Kaiser eifersüchtig gewesen. Auf Betreiben Messalinas bezichtigte man Livilla des Ehebruchs mit dem jungen Seneca, dem späteren Berater des Kaisers Nero. Daher wurde sie wahrscheinlich auf die Insel Pandateria verbannt und, ohne dass man ihr eine Straftat nachweisen konnte, getötet. Den Verdacht wälzte Messalina auf Iulia Livillas Gatten Marcus Vinicius ab, der ebenfalls bald als Opfer der Kaiserin umkam. Bestattet wurde Iulia Livilla später im Augustusmausoleum in Rom.
Außer ihre Bildnissen auf Münzen werden Iulia Livilla einige Porträtköpfe (Leptis-Malta-Typ) zugeschrieben.